# Tromp
För andra betydelser, se Tromp (olika betydelser).

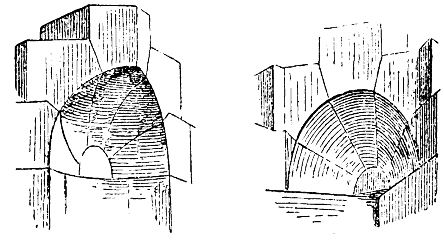
Tromp

Tromp, eller trompe, är en liten valvbåge eller ett system av koncentriskt bredare, undan för undan utskjutande valvbågar. Tromper är diagonalt placerade för att bära upp en polygonal eller rund överbyggnad på en fyrkantig bas.